# Budkovský mlýn
Budkovský mlýn v Budkově v okrese Prachatice je vodní mlýn, který stojí východně od obce na Libotyňském potoce pod hrází Budkovského rybníka. Je chráněn jako nemovitá kulturní památka České republiky.

## Historie
Mlýn stál v těchto místech pravděpodobně již v roce 1354, kdy je zmiňována ves. Jeho existence je zaznamenána v roce 1554 a v matrikách je doložen k roku 1663. Stavební úpravy staršího objektu proběhly v roce 1831.

## Popis
Obytné stavení s mlýnicí bylo součástí většího souboru budov. V interiéru má dochované původní historické konstrukce, například klenutý sklep a klenutou místnost (ložnice), a část zařízení mlýnice, například konstrukci „hranice“ pro uložení mlýnského složení. Voda na vodní kolo vedla náhonem od rybníka přes stavidlo a odtokovým kanálem se vracela zpět do potoka.